# Ángeles Mastretta
Ángeles Mastretta (Puebla de Zaragoza, 9 d'octubre de 1949) és una escriptora mexicana. Estudià periodisme i treballà en diferents mitjans de comunicació, compaginant aquesta feina amb la narrativa. És coneguda pels seus personatges femenins que reflecteixen la realitat social i política de Mèxic. El 1986 va guanyar el Premi Mazatlán de Literatura i el 1997 el Premi Rómulo Gallegos per l'obra Mal de amores. El 2008 es va estrenar la pel·lícula Arráncame la vida, basada en la seva obra homònima, que va representar Mèxic als Premis Oscar.

## Obres

### Novel·la
- Arráncame la vida (1985)
- Mujeres de ojos grandes (1995)
- Mal de amores (1997)

### Assaig
- Puerto libre (1993)
- El mundo iluminado (1998)